# Dipsacaster imperialis
Dipsacaster imperialis är en sjöstjärneart som beskrevs av Fisher 1917. Dipsacaster imperialis ingår i släktet Dipsacaster och familjen kamsjöstjärnor. Inga underarter finns listade i Catalogue of Life.